# Pteropus brunneus
Pteropus brunneus — вид рукокрилих, родини Криланових.

## Поширення, поведінка
Цей вид відомий тільки з одного зразка, зібраного в 1874 році, з острова Персі, Квінсленд, Австралія. Можливо, вид вимер через вразливість до втрати середовища проживання.